# Белохово
Белохово — деревня в Удомельском городском округе Тверской области.

## География
Деревня находится в северной части Тверской области на расстоянии приблизительно 16 км на север-северо-восток по прямой от железнодорожного вокзала города Удомля в 1 км южнее южного берега озера Наволок.

## История
Деревня была известна с 1478 года. В 1859 году была владением помещиков Безобразова и Лодыгина. Здесь было учтено дворов (хозяйств) 28 (1859 год), 47 (1886), 64 (1911), 67 (1958), 27 (1986), 17 (2000). В советский период истории здесь действовали колхозы «Новинка», им. Сталина, «Путь Октября» и им. Ленина. До 2015 года входила в состав Порожкинского сельского поселения до упразднения последнего. С 2015 года в составе Удомельского городского округа.

## Население
Численность населения: 193 человека (1859 год), 301 (1886), 413 (1911), 168 (1958), 48 (1986), 27 (русские 100 %) в 2002 году, 15 в 2010.